# Multidentia dichrophylla
Multidentia dichrophylla är en måreväxtart som först beskrevs av Gottfried Wilhelm Johannes Mildbraed, och fick sitt nu gällande namn av Diane Mary Bridson. Multidentia dichrophylla ingår i släktet Multidentia och familjen måreväxter. Inga underarter finns listade i Catalogue of Life.